# Boris Georgiyevich Bazhanov
Boris Georgyevich Bazhanov (tiếng Nga: Борис Георгиевич Бажанов, đôi khi viết Bajanov) (1900-1982) là một thư ký của Bộ Chính trị Liên Xô, và thư ký riêng của Joseph Stalin từ tháng 8 năm 1923 đến năm 1925. Sau khi nắm giữ các vị trí khác nhau trong Bộ Chính trị 1925-1928, Bazhanov đào thoát từ Liên Xô, và là trợ lý duy nhất của thư ký của Stalin đã làm như vậy.. nỗ lực tiếp theo của Stalin để săn lùng và giết Bazhanov ở Pháp đã thất bại. Từ năm 1930 trở đi, Bazhanov viết và xuất bản hồi ký, sổ sách về những bí mật đằng sau hành động của Stalin, vẫn tiếp tục được xuất bản và được dịch sau khi ông qua đời tại Paris vào năm 1982.

## Tiểu sử

### Thời trẻ
Boris Bazhanov sinh ra vào năm 1900, tại Mogilev-Podolskiy, Đế quốc Nga (nay thuộc Vinnytsia, Ukraina), con trai của một bác sĩ. Năm 1917, khi Bazhanov đã 17 tuổi, cuộc Cách mạng Nga năm 1917 đã dẫn đến sự sụp đổ của Đế quốc Nga và sau Nội chiến Nga. Với sự vỡ vụn của quyền lực tại quê hương Ukraina của Bazhanov, lãnh thổ Ukraina đã liên tục trở thành nơi tranh giành bởi các phe phái với lý tưởng khác nhau.

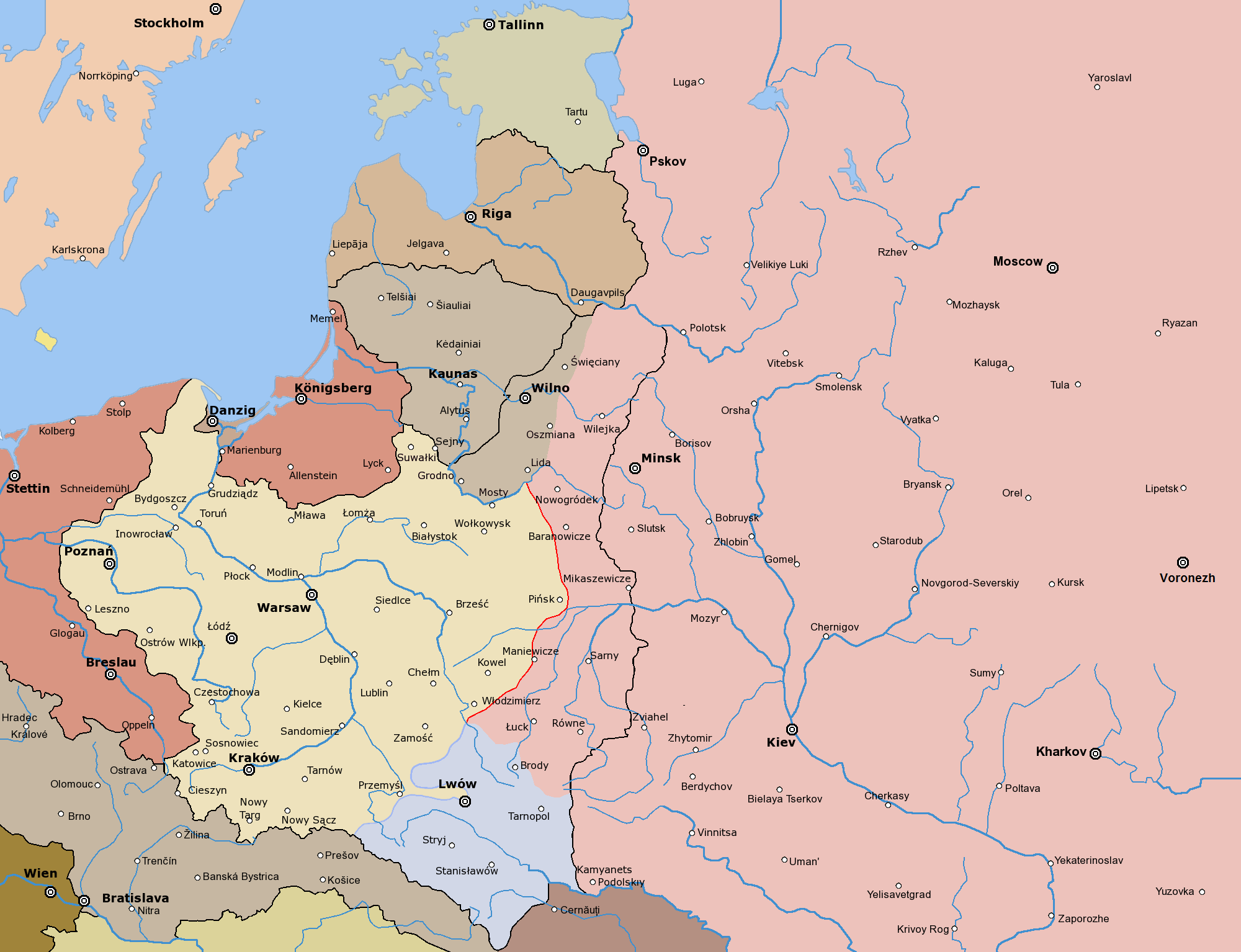
Tình hình ở Đông Âu, Tháng 3 năm 1919. vùng lãnh thổ Ukraine Tây được đánh dấu màu xám; Nga màu đỏ; Ba Lan trong màu vàng.

Mặc dù tình hình chính trị như vậy, Bazhanov tốt nghiệp trung học vào mùa hè năm 1918, và vào tháng 9 đã học vật lý và toán học tại Đại học Kiev, tuy nhiên ngay sau khi đến các trường đại học đã được đóng lại. Trong một cuộc biểu tình sinh viên chống lại việc đóng cửa các trường đại học Bazhanov bị thương bởi tiếng súng, sau đó trở về quê hương của mình để phục hồi.